# ペペ・ル・ピュー
ペペ・ル・ピュー（Pepé Le Pew）は、ルーニー・テューンズのキャラクター。

## 特徴・体格
スカンクのキャラクターで、モデルはシマスカンク。「スカンクのぺぺ」として知られる。
ペペは、ペネロッピー・プッシーキャットの関係を持っているが、ペネロッピーは嫌がっている。
このキャラクターは、ワーナー・ブラザース・カートゥーンに所属していた監督のチャック・ジョーンズが作り上げた。
ペペのプロトタイプは、1947年の短編作品「Bugs bunny Rides Again」に登場したが、ポーキーピッグのような声をしていた。ペペらしいキャラクターにするとき、メル・ブランクは、1937年にフランスで公開された映画「Pépé le Moko」のリメイク版として1938年に公開された映画「Algiers」（1938年）を見て、俳優のシャルル・ボワイエが演じていた「ペペ・ル・モコ」の真似をしようと思い、ペペの声を出したという。
ペペはその後、1945年の短編作品「Odor-able Kitty」で本格的デビュー。
体臭は本物のスカンクのように猛烈に臭く、皆の気を落としてしまう。

## その後の活躍
1960年代に「バッグス・バニー・ショー」でゲストとして度々登場していたことがあり、司会者のバッグスとダフィーの気を落としたことがある。
1972年、特別番組「Daffy Duck and Porky Pig Meet the Groovie Goolies」に出演。
1990年代にはタイニー・トゥーンズ、シルベスター&トゥイーティー ミステリーに登場。
1995年の短編作品「キャロットブランカ」（カサブランカのオマージュ作品）では、シルベスターに抱きつくペネロッピーに恋をする。
長編映画であるルーニー・テューンズ:バック・イン・アクションではカメオ出演。
ベビー・ルーニー・テューンズでは、赤ん坊の姿で登場している。
ルーニー・テューンズ・ショーでも登場。結婚式のエピソードでは、バッグス・バニーとローラ・バニーの結婚式に参入。バッグスがローラとの結婚に認めるも、ローラはバッグスの結婚を辞めてペペと結婚することになった。
新 ルーニー・テューンズではジェームズ・ボンドのような極秘スパイとして登場。
映画「スペース・プレイヤーズ」でも登場されるはずだったが、その後削除された。ニューヨーク・タイムズのコラムニストであるチャールズ・M・ブロウは、嫌がるペネロッピーを抱きしめながらキスしようとするペペに対して「レイプ・カルチャーを強化する」と非難している。

## ペペの短編作品
| 邦題                    | 原題                      | 公開日         |
| ----------------------- | ------------------------- | -------------- |
| 不明                    | Odor-able Kitty           | 1945年1月6日   |
| だれがいちばん強いんだ? | Fair and Worm-er          | 1946年9月28日  |
| 不明                    | Scent-imental Over You    | 1947年3月8日   |
| くさい腐れ縁            | Odor of the Day           | 1948年10月2日  |
| スカンクの恋            | For Scent-imental Reasons | 1949年11月12日 |
| におえる森のロミオ      | Scent-imental Romeo       | 1951年3月24日  |
| 恋しちゃったのよ        | Little Beau Pepé          | 1952年3月29日  |
| ガールフレンドは野性的? | Wild Over You             | 1953年7月11日  |
| ブルドッグにご用心      | Dog Pounded               | 1954年1月2日   |
| 愛と欲情のカスバ        | The Cats Bah              | 1954年3月20日  |
| スタジオのくせーもの    | Past Perfumance           | 1955年5月21日  |
| 天下の二枚目            | Two Scent's Worth         | 1955年10月15日 |
| 天にものぼるいい香り    | Heaven Scent              | 1956年3月31日  |
| すきすきすき            | Touché and Go             | 1957年10月12日 |
| 風と共に匂いぬ          | Really Scent              | 1959年6月27日  |
| 愛のせっぷ～ん          | Who Scent You?            | 1960年4月23日  |
| 不明                    | A Scent of the Matterhorn | 1961年6月24日  |
| ルーブルを救え          | Louvre Come Back to Me!   | 1962年8月18日  |

## 声優
オリジナル版
- メル・ブランク (1945–1985)
- グレッグ・バーソン (タイニー・トゥーンズ、キャロット・ブランカ、シルベスター&トゥイーティー ミステリー、Looney Tunes: Stranger Than Fiction[4])
- モーリス・ラマーシュ (スペース・ジャム)
- ビリー・ウェスト (Looney Tunes Racing、Looney Tunes: Space Raceなど)
- ジョー・アラスカイ (トゥイーティーのフライング・アドベンチャー 80日間世界一周大冒険、Bah, Humduck! A Looney Tunes Christmas、"TomTom Looney Tunes GPS"[5]など)
- テリー・クラッセン (ベビー・ルーニー・テューンズ)
- ブルース・ラノイル (ルーニー・テューンズ:バック・イン・アクション)
- ジェフ・ベネット (A Looney Tunes Sing-A-Long Christmas)
- ルネ・オーベルジョノワ (ルーニー・テューンズ・ショー シーズン1)
- ジェフ・バーグマン (ルーニー・テューンズ・ショー シーズン2、Looney Tunes: Rabbits Run)
- エリック・バウザ (新 ルーニー・テューンズ、Looney Tunes: World of Mayhem[6]、ルーニー・テューンズ・カートゥーンズ[7])
- ケビン・シニック (Mad)

日本語版
- 八代駿(「バックス・バニーのゆかいな仲間たち」)
- 池田勝（バッグス・バニーのぶっちぎりステージ）
- 谷口節（「スペース・ジャム」）
- 稲葉実（「ブルドックにご用心」のみ）
- 中村秀利（現行吹き替え版初代）
- 仲野裕（現行吹き替え版2代目）